# ايزولي
ايزولي (بالكردية: ايزۆلان، Îzolan‏) عشيرة كُرديّة عريقة تقطن على الأغلب شمال كردستان في محافظتي الازيغ (خربوت) بمنطقة ملاذكرد واورفا (ريها). ذكر اسمها في العديد من كتب التاريخ أيام الخلافة الإسلامية. وبات لها شأن أيام الدولة العثمانية خصوصًا فترة بناء الدولة الحديثة بعد 1850 حيث اشتغل ابناؤها في سلك الشرطة والجيش وخدموا في الشام والاناضول والعراق مع بقية العشائر الكردية من خربوت ولا يزال جزء من أفرادها يعيشون في الأردن وسوريا. وظهر منهم شخصيات مشهورة امثال الشيخ محمد سعيد الكردي الايزولي والذي كان له الفضل في نشر العلم في الأردن وتخرج على يديه الكثير من علماء الأردن.

## المصدر
1. ↑   كتاب الأعلاق الخطيرة في ذكر أمراء الشام و الجزيرة المؤلف : ابن شداد مصدر الكتاب : الوراق * نسخة محفوظة 04 مارس 2016 على موقع واي باك مشين.